# Calyptrogyne ghiesbreghtiana
Calyptrogyne ghiesbreghtiana là loài thực vật có hoa thuộc họ Arecaceae. Loài này được (Linden & H.Wendl.) H.Wendl. mô tả khoa học đầu tiên năm 1859.

## Hình ảnh

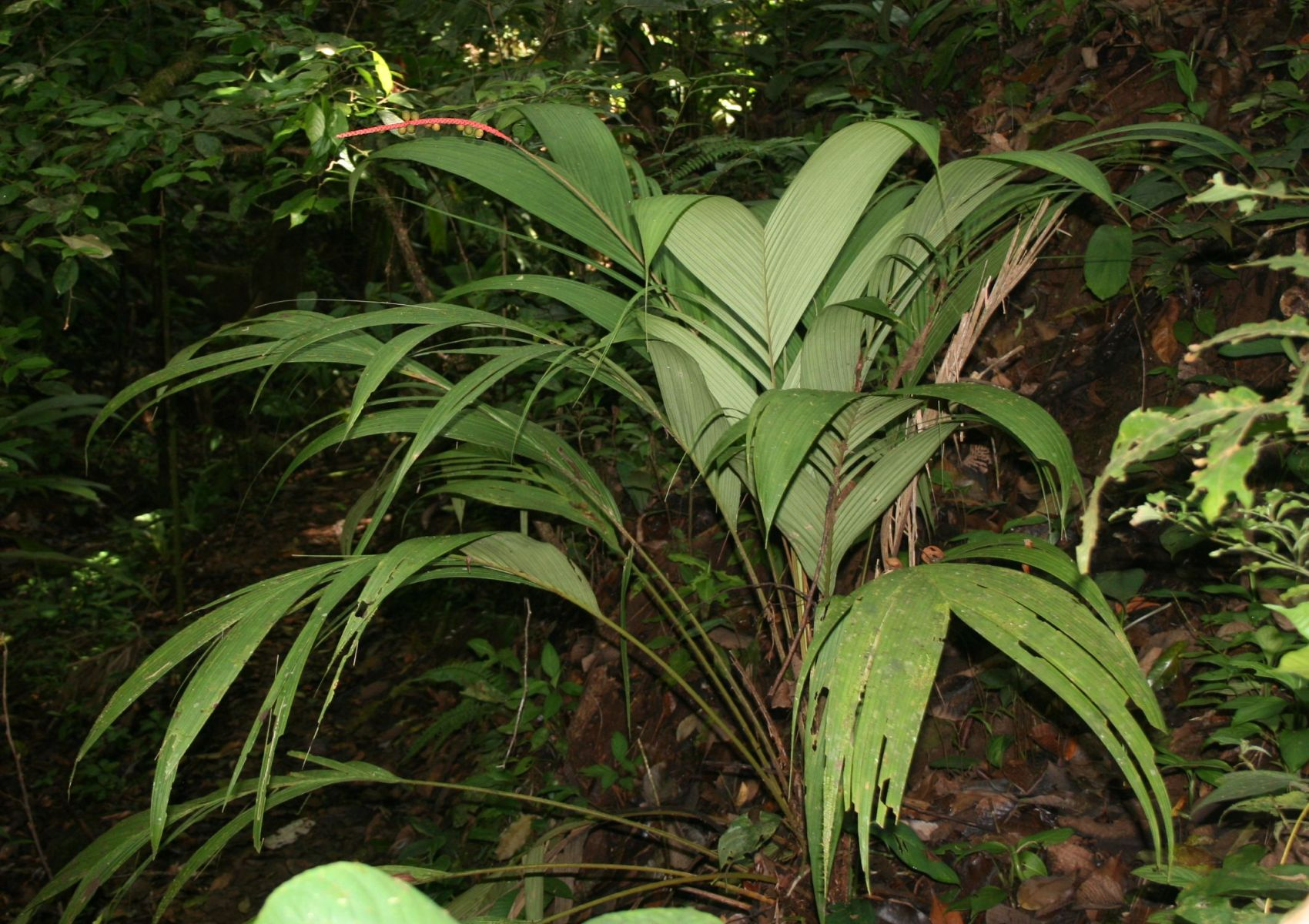